# Negro Léo
"Negro Léo" foi um episódio do programa Caso Especial, produzido e exibido pela Rede Globo no dia 30 de maio de 1986. O especial contava com a direção de Paulo Ubiratan e Luiz Gleiser, e foi ao ar às 21h25.
O especial foi reprisado em maio de 1990, no Festival 25 anos da Rede Globo; e em fevereiro de 1995, foi novamente reprisado.

## Trama
O jornalista De Paula é contratado para fazer uma matéria a respeito de um dos mais conhecidos bandidos brasileiros, Negro Léo. O editor de matérias policiais do jornal pede, então, uma ficha com dados do bandido. Porém, o jornalista não consegue tantas informações a respeito de Negro Léo.
A única coisa que todos sabem a respeito do bandido, é que ele é um negro de olhos verdes, filho de um holandês com uma empregada doméstica.

## Elenco
- Eloísa Mafalda - Patroa da mãe de Negro Léo
- Eva Wilma - ex-amante de Negro Léo
- Hugo Carvana - Editor do jornal onde trabalha De Paula
- José Dumont
- Lilian Lemmertz - ex-mulher de Negro Léo
- Lima Duarte -  investigador de polícia
- Lutero Luiz - Pai de Santo
- Milton Gonçalves
- Milton Moraes - bandido que virou taxista, ex-desafeto de Negro Léo
- Miriam Pires
- Nelson Xavier - comparsa de Negro Léo
- Paulo Gracindo
- Regina Duarte - filha mais velha de Negro Léo

## Produção
Após um hiato de dois anos, quando produziria o episódio premiado internacionalmente Órfãos da Terra de Aguinaldo Silva , a Rede Globo voltaria a produzir o programa Caso Especial.
Negro Léo seria adaptada do romance homônimo de Chico Anysio, publicado em 1980. O episódio exibiria a história do fictício bandido Negro Léo, reconstruída por um jornalista policial para a realização de uma matéria. Com direção de Paulo Ubiratan e Luiz Gleiser, o episódio marcaria a história da teledramartugia nacional por se utilizar pela primeira vez do recurso da câmera subjetiva, utilizada pela primeira vez no cinema em 1947, no filme Lady in the Lake, de Robert Montgomery.
Esse seria o último trabalho da atriz Lilian Lemmertz na televisão, que faleceu no dia 5 de junho de 1986, apenas uma semana após a exibição do especial.
O episódio Negro Léo concorreu ao prêmio Caracol no 8º Festival Internacional del Nuevo Cine Latinoamericano de La Habana, relizado em 1986, tendo recebido menção honrosa.